# Gopalapura, Gubbi
Gopalapura là một làng thuộc tehsil Gubbi, huyện Tumkur, bang Karnataka, Ấn Độ.